# Angelika Cichocka
Angelika Cichocka (* 15. März 1988 in Kartuzy) ist eine polnische Leichtathletin, die im Mittelstreckenlauf antritt und über 1500 Meter 2016 Europameisterin in dieser Disziplin wurde.

## Sportliche Laufbahn
Erste internationale Erfahrungen sammelte Angelika Cichocka im Jahr 2007, als sie bei den Junioreneuropameisterschaften in Hengelo im 800-Meter-Lauf mit 2:07,83 min in der ersten Runde ausschied. Anschließend erreichte sie bei den Crosslauf-Europameisterschaften in Toro nach 14:48 min Rang 17 in der U20-Altersklasse. 2009 belegte sie bei den U23-Europameisterschaften in Kaunas in 4:17,41 min den achten Platz im 1500-Meter-Lauf. 2010 wurde sie bei den Hallenweltmeisterschaften in Doha im Vorlauf über 800 Meter disqualifiziert und Ende Juli schied sie bei den Europameisterschaften in Barcelona mit 2:01,17 min in der Vorrunde aus. 2012 wurde sie bei den Hallenweltmeisterschaften in Istanbul in 4:14,57 min Fünfte über 1500 Meter und bei den Europameisterschaften in Helsinki kam sie mit 4:14,59 min nicht über die Vorrunde hinaus. 2013 schied sie bei den Halleneuropameisterschaften in Göteborg mit 4:14,00 min im Vorlauf über 1500 Meter aus und kurz darauf erreichte sie bei den Crosslauf-Weltmeisterschaften in Bydgoszcz in 26:55 min Rang 71. Mitte September gewann sie dann bei den Spielen der Frankophonie in Nizza in 4:19,37 min die Bronzemedaille über 1500 Meter hinter den Marokkanerinnen Rababe Arafi und Siham Hilali und über 800 Meter klassierte sie sich in 2:04,04 min auf dem sechsten Platz. 2014 gewann Cichocka bei den Hallenweltmeisterschaften im heimischen Sopot in 2:00,45 min die Silbermedaille über 800 Meter hinter der US-Amerikanerin Chanelle Price und im Sommer schied sie bei den Europameisterschaften in Zürich mit 2:04,41 min bereits im Vorlauf aus.
2015 gewann sie bei den Halleneuropameisterschaften in Prag in 4:10,53 min die Silbermedaille im 1500-Meter-Lauf hinter den Niederländerin Sifan Hassan und anschließend gewann sie bei den World Relays auf den Bahamas in 8:11,36 min die Silbermedaille mit der 4-mal-800-Meter-Staffel hinter der Mannschaft aus den Vereinigten Staaten und in der Medley-Staffel stellte die polnische Mannschaft mit 10:45,32 min einen Europarekord auf und landete damit auf Platz drei hinter den USA und Kenia. Ende August gelangte sie bei den Weltmeisterschaften in Peking bis in das Finale und belegte dort in 4:13,22 min den achten Platz. Anschließend gewann sie bei den Militärweltspielen im südkoreanischen Mungyeong in 2:00,72 min die Bronzemedaille über 800 Meter hinter der Ukrainerin Natalija Lupu und Maryna Arsamassawa aus Weißrussland. Über 1500 Meter gelangte sie ebenfalls bis in das Finale, ging dort aber nicht mehr an den Start und mit der polnischen 4-mal-400-Meter-Staffel gewann sie in 3:35,37 min den vierten Platz. Im Jahr darauf siegte sie überraschend bei den Europameisterschaften in Amsterdam in 4:33,00 min über 1500 Meter und konnte sich somit gegen die Favoritin Sifan Hassan durchsetzen. Anschließend erreichte sie bei den Olympischen Spielen in Rio de Janeiro gelangte sie über 800 und 1500 Meter jeweils bis in das Halbfinale und schied dort mit 2:01,29 min bzw. 4:17,83 min aus. Bei den IAAF World Relays in Nassau belegte sie mit der 4-mal-800-Meter-Staffel in 8:24,71 min den vierten Platz und im Juli stellte sie in London mit 4:19,58 min einen neuen Landesrekord über die Meile auf und verbesserte damit die Bestmarke von Anna Brzezińska aus dem Jahr 1996 um mehr als drei Sekunden. Daraufhin erreichte sie bei den Weltmeisterschaften in London ebendort über 800 und 1500 Meter das Finale und belegte dort in 1:58,41 min bzw. 4:03,18 min jeweils den sechsten Platz. 2018 schied sie bei den Hallenweltmeisterschaften in Birmingham mit 2:02,25 min in der ersten Runde über 800 Meter aus und im August schied sie bei den Europameisterschaften in Berlin mit 2:03,14 min im Halbfinale über diese Distanz aus und wurde im 1500-Meter-Lauf in 4:10,93 min Zwölfte.
Nach einem Jahr Wettkampfpause nahm Cichocka seit 2020 wieder an internationalen Wettkämpfen teil und 2021 gewann sie bei den Halleneuropameisterschaften in Toruń in 2:04,15 min die Bronzemedaille über 800 Meter hinter der Britin Keely Hodgkinson und ihrer Landsfrau Joanna Jóźwik. Im Jahr darauf kam sie bei den Hallenweltmeisterschaften in Belgrad mit 2:02,01 min nicht über den Vorlauf hinaus.
In den Jahren von 2011 bis 2013 sowie 2016 und 2017 wurde Cichocka polnische Meisterin im 800-Meter-Lauf im Freien sowie 2015, 2018 und 2022 in der Halle. 2011, 2014 und 2016 wurde sie zudem Landesmeisterin über 1500 Meter im Freien sowie 2010 und 2022 in der Halle.

## Persönliche Bestleistungen
- 800 Meter: 1:58,41 min, 13. August 2017 in London
  - 800 Meter (Halle): 2:00,37 min, 7. März 2014 in Sopot
- 1000 Meter: 2:34,84 min, 28. Juli 2016 in Sopot
  - 1000 Meter (Halle): 2:38,57 min, 19. Februar 2022 in Birmingham
- 1500 Meter: 4:01,61 min, 1. Juli 2017 in Saint-Denis
  - 1500 Meter (Halle): 4:06,35 min, 6. Februar 2018 in Düsseldorf
- 1 Meile: 4:19,58 min, 9. Juli 2017 in London (polnischer Rekord)